# Скотт, Джон (футболист)
Джон М. М. Скотт (англ. John M. M. Scott) — шотландский футболист, хавбек.

## Биография
Родился в Уилшо (неподалёку от Мотеруэлла). Профессиональную карьеру начал в шотландском клубе «Гамильтон Академикал» в 1908 году. В октябре 1910 года перешёл в английский клуб «Брэдфорд Парк Авеню», выступавший во Втором дивизионе Футбольной лиги. В сезоне 1913/14 помог своей команде выйти в Первый дивизион. В 1915 году официальные турниры в Англии были приостановлены в связи с Первой мировой войной.
Во время войны Скотт проходил военную службу в рядах Британской армии и был награждён Воинской медалью.
После возобновления соревнований в 1919 году Скотт продолжил играть за «Брэдфорд Парк Авеню». В общей сложности он провёл за клуб 266 матчей и забил 3 мяча.
В июне 1921 года перешёл в «Манчестер Юнайтед» за 750 фунтов. Дебютировал за клуб 27 августа 1921 года в матче Первого дивизиона против «Эвертона» на «Гудисон Парк», в котором «Юнайтед» был разгромлен со счётом 5:0. Всего в сезоне 1921/22 провёл за «Манчестер Юнайтед» 24 матча (23 в лиге и 1 — в Кубке Англии). В начале сезона выступал на позиции левого хавбека, после чего пять матчей провёл на позиции защитника. Его последней игрой за основной состав «Юнайтед» стал матч Кубка Англии против «Кардифф Сити» 7 января 1922 года. В оставшейся части сезона Скотт играл за резервную команду клуба. По итогам сезона 1921/22 «Юнайтед» покинул высший дивизион, а Скотт покинул «Манчестер Юнайтед».
В июне 1922 года вернулся в Шотландию, став игроком клуба «Сент-Миррен», за который провёл один сезон.

## Достижения
Брэдфорд Парк Авеню
- Второе место во Втором дивизионе (выход в Первый дивизион): 1913/14

## Статистика выступлений
| Клуб                 | Сезон            | Лига | Лига | Кубок | Кубок | Итого | Итого |
| Клуб                 | Сезон            | Игры | Голы | Игры  | Голы  | Игры  | Голы  |
| -------------------- | ---------------- | ---- | ---- | ----- | ----- | ----- | ----- |
| Гамильтон Академикал | 1908/09          | 17   | 0    | 2     | 0     | 19    | 0     |
| Гамильтон Академикал | 1909/10          | 27   | 2    | 2     | 0     | 29    | 2     |
| Гамильтон Академикал | Итого            | 44   | 2    | 4     | 0     | 48    | 2     |
| Брэдфорд Парк Авеню  | 1909/10          | 7    | 0    | 0     | 0     | 7     | 0     |
| Брэдфорд Парк Авеню  | 1910/11          | 24   | 0    | 2     | 0     | 26    | 0     |
| Брэдфорд Парк Авеню  | 1911/12          | 32   | 0    | 3     | 0     | 35    | 0     |
| Брэдфорд Парк Авеню  | 1912/13          | 38   | 1    | 5     | 0     | 43    | 1     |
| Брэдфорд Парк Авеню  | 1913/14          | 38   | 0    | 2     | 0     | 40    | 0     |
| Брэдфорд Парк Авеню  | 1914/15          | 38   | 1    | 3     | 0     | 41    | 1     |
| Брэдфорд Парк Авеню  | 1919/20          | 41   | 0    | 4     | 0     | 45    | 0     |
| Брэдфорд Парк Авеню  | 1920/21          | 27   | 1    | 2     | 0     | 29    | 1     |
| Брэдфорд Парк Авеню  | Итого            | 245  | 3    | 21    | 0     | 266   | 3     |
| Манчестер Юнайтед    | 1921/22          | 23   | 0    | 1     | 0     | 24    | 0     |
| Манчестер Юнайтед    | Итого            | 23   | 0    | 1     | 0     | 24    | 0     |
| Сент-Миррен          | 1922/23          | 23   | 0    | 2     | 0     | 25    | 0     |
| Сент-Миррен          | Итого            | 23   | 0    | 2     | 0     | 25    | 0     |
| Всего за карьеру     | Всего за карьеру | 268  | 3    | 28    | 0     | 296   | 3     |